# ویلیام فانگ
ویلیام فانگ (انگلیسی: William Fung) (زاده ۱۹۴۹) کارآفرین، بازرگان و مدیر ارشد اجرایی هنگ کنگی است، که در حال حاضر به‌عنوان رئیس هیئت مدیره شرکت لی اند فانگ فعالیت می‌کند.